# فوي وليامز
فوي وليامز هي منافسة ألعاب القوى كندية، ولدت في 27 سبتمبر 1973 في كينغستون في جامايكا.

## وصلات خارجية
- فوي وليامز على موقع الاتحاد الدولي لألعاب القوى (الإنجليزية)
- فوي وليامز على موقع أوليمبيديا (الإنجليزية)
- فوي وليامز على موقع اللجنة الأولمبية الكندية (الإنجليزية)
- فوي وليامز على موقع اتحاد ألعاب الكومنولث (مؤرشف) (الإنجليزية)